# Fatih Terim
Fatih Terim (* 4. September 1953 in Adana) ist ein ehemaliger türkischer Fußballspieler und heutiger -trainer. Mit 20 gewonnenen Wettbewerben ist Terim der erfolgreichste Trainer des türkischen Fußballs. Aufgrund seines kompromisslosen Führungsstils hat er im Laufe der Jahre den Spitznamen „Imperator“ bekommen. Auch wird er seltener – wegen seiner Trainerstationen in Italien – „Il Terimo“ genannt.
Terim war lange Zeit Rekordnationalspieler der Türkei. Als Trainer war er seit 1993 fast ausschließlich bei Galatasaray Istanbul und der türkischen Nationalmannschaft aktiv. Mit Galatasaray gewann er von 1996 bis 2000 viermal hintereinander und 2012, 2013 sowie 2018, 2019 erneut die Türkische Meisterschaft und wurde dreimal Türkischer Pokalsieger. Hinzu kam der Gewinn des UEFA-Pokals im Jahre 2000, der erste UEFA-Wettbewerb-Titel einer türkischen Vereinsmannschaft.

## Spielerlaufbahn

### Vereine
Fatih Terim begann seine professionelle Karriere als Libero bei seinem Heimatverein und Zweitligisten Adana Demirspor im Sommer 1969. Sein Pflichtspieldebüt war am 26. April 1970 gegen Toprakofis, bis zum Ende der Saison folgten drei weitere Spiele. In der Folgesaison gehörte Terim weiterhin nicht zur Stammformation und kam zu fünf Ligaspielen. Die Situation änderte sich mit der Saison 1971/72, es wurden 22 Spiele und Terim machte sein erstes Tor seiner Karriere am 29. April 1972 gegen Uşakspor. Die Spielzeit 1972/73 beendete Adana Demirspor als Tabellenerster und stieg somit in die 1. Liga auf und dies war gleichzeitig der erste Erfolg für Fatih Terim. Am Aufstieg hatte der Libero einen bedeuteten Anteil, sein Teamkollege Bektaş Yurttaş und Terim erzielten mit jeweils neun Toren die meisten in dieser Saison. Für Adana Demirspor spielte Fatih Terim eine Saison in der 1. Liga.
Zur Saison 1974/75 wechselte Terim zu Galatasaray Istanbul. In seiner ersten Saison für die Gelb-Roten gehörte Terim zur Stammmannschaft und kam zu 41 Pflichtspielen und erzielte vier Tore. Er wurde mit Galatasaray hinter Fenerbahçe Istanbul Vizemeister. Seinen ersten Pokal gewann er am 7. Juni 1975. Galatasaray besiegte Trabzonspor im Başbakanlık Kupası mit 1:0. Eine Saison später wurde der Libero zum ersten Mal türkischer Fußballpokalsieger. Ab der Saison 1980/81 wurde Fatih Terim Kapitän von Galatasaray Istanbul. Seine Karriere beendete Terim nach der Saison 1984/85.

### Nationalmannschaft
Für die türkische Fußballnationalmannschaft absolvierte Fatih Terim zwischen 1975 und 1984 51 Länderspiele und erzielte zwei Tore.

## Trainerlaufbahn
1987 begann seine Karriere als Trainer. Er war zwei Jahre für MKE Ankaragücü verantwortlich. Nach einer einjährigen Tätigkeit beim Zweitligisten Göztepe Izmir wurde er von 1990 bis 1993 Trainer der türkischen U-21-Nationalmannschaft und auch Co-Trainer des damaligen Nationaltrainers Sepp Piontek. Mit der türkischen U-21-Nationalmannschaft nahm er 1993 an den Mittelmeerspielen in Languedoc-Roussillon teil und gewann durch einen 2:0-Sieg im Finale gegen Algerien die Goldmedaille. Zwei Jahre zuvor holte Terim bei den Mittelmeerspielen die Silbermedaille.

### Türkei 1. Amtszeit (1993–1996)
Nachdem Piontek als Nationaltrainer wegen fehlenden Erfolgs zurückgetreten war, folgte ihm Terim als Trainer der A-Nationalmannschaft nach. Piontek hatte ihn ausdrücklich als seinen Nachfolger empfohlen. Durch einen zweiten Platz in ihrer Qualifikationsgruppe hinter der Schweiz qualifizierte sich die türkische Nationalmannschaft für die Fußball-Europameisterschaft 1996. Dies war ihre erste Teilnahme bei einer Europameisterschaft. Bei dem Turnier schied man nach Niederlagen gegen Kroatien, Portugal und Dänemark als Gruppenletzter in der Vorrunde aus. Nach dem Turnier beendete Terim seine Arbeit als Nationaltrainer und wurde ab Juli 1996 Trainer von Galatasaray Istanbul.

### Galatasaray 1. Amtszeit (1996–2000)
Die Vorbereitung zur Saison 1996/97 absolvierte Terim mit seiner Mannschaft in Deutschland. Am 12. März 1997 wurde der türkische Supercup aus der Vorsaison ausgetragen. Galatasaray traf auf den Rivalen Fenerbahçe Istanbul. Das Finale gewann Galatasaray mit 3:0, alle Tore erzielte Hakan Şükür. Dies war der erste Pokal für Fatih Terim als Cheftrainer. In seiner ersten Spielzeit, als Verantwortlicher der Rot-Gelben, wurde Terim zum ersten Mal türkischer Meister. Nach der Saison folgte der zweite Gewinn des türkischen Supercups gegen Kocaelispor.
In den Saisons 1997/98 und 1998/99 wurden die Meisterschaften verteidigt. 1999 gewann Terim zum ersten Mal den türkischen Pokal. In der Verlängerung besiegte man Antalyaspor mit 5:3. Seine bislang erfolgreichste Saison erlebte Fatih Terim in der Spielzeit 1999/2000. Der Verein wurde zum vierten Mal infolge Meister, Pokal- und Supercupsieger. Mit dem Gewinn der vierten Meisterschaft war er nun mit Ahmet Suat Özyazıcı als Trainer Rekordmeister. Am 17. Mai 2000 gewann er mit seinen Spielern als erste türkische Mannschaft, im Elfmeterschießen gegen den FC Arsenal, den UEFA-Pokal.

### AC Florenz und AC Mailand (2000–2001)
Nach vier Jahren bei Galatasaray wechselte Terim im Sommer 2000 zum AC Florenz. Mit der Mannschaft schied er in der ersten Runde des UEFA-Pokals gegen den FC Tirol Innsbruck aus. Am 25. Februar 2001 trat er wegen Streitigkeiten mit dem Präsidenten Vittorio Cecchi Gori von seinem Posten als Trainer zurück, nachdem er bereits im Januar angekündigt hatte, seinen am Saisonende auslaufenden Vertrag nicht zu verlängern. Nachdem er seinen Abschied zum Saisonende angekündigt hatte, gewann der AC Florenz keines der sechs folgenden Ligaspiele und sank in der Tabelle vom vierten auf den zehnten Platz. Unter seinem Nachfolger Roberto Mancini gewann der AC Florenz das noch unter Terim erreichte Finale der Coppa Italia und qualifizierte sich so für den UEFA-Pokal 2001/02.
Zur Saison 2001/02 wurde Terim Trainer des AC Mailand, bei dem er am 6. November 2001 durch Carlo Ancelotti ersetzt wurde.

### Galatasaray 2. Amtszeit (2002–2004)
Im Sommer 2002 wurde Terim erneut Trainer von Galatasaray Istanbul, mit dessen Mannschaft er in der Saison 2002/03 seine höchste Süper-Lig-Niederlage mit 0:6 im interkontinentalen Derby seiner Trainerkarriere erlitt und dies war auch Galatasarays höchste Niederlage ihrer Süper-Lig-Historie, wobei die Mannschaft bei der Rekordniederlage temporär in Überzahl spielte. Trotz der Umstände wurde Terim mit der Mannschaft Vizemeister. Im März 2004 wurde er durch Gheorghe Hagi ersetzt, als man in der Liga nur den sechsten Platz belegte.

### Türkei 2. Amtszeit (2005–2009)
Am 26. Juni 2005 wurde Terim zum zweiten Mal Trainer der türkischen Nationalmannschaft. In ihrer Qualifikationsgruppe für die Fußball-Weltmeisterschaft 2006 erreichte die Mannschaft zwar noch den zweiten Platz hinter der Ukraine, scheiterte jedoch in den anschließenden Relegationsspielen gegen die Schweiz. Am 19. Januar 2006 trat er zunächst zurück, einigte sich aber am 30. Januar 2006 in einem Gespräch mit dem neuen Verbandspräsidenten Haluk Ulusoy darauf, seine Tätigkeit fortzusetzen.
Mit Terim qualifizierte sich die Türkei durch einen zweiten Platz in ihrer Qualifikationsgruppe hinter Griechenland für die Fußball-Europameisterschaft 2008. Dort wurde die Türkei nach einer Niederlage gegen Portugal und Siegen gegen die Schweiz und Tschechien Gruppenzweiter und besiegte im Viertelfinale Kroatien im Elfmeterschießen. Im Halbfinale schied die Mannschaft gegen Deutschland nach einer 2:3-Niederlage aus. Nach anfänglichen Rücktrittsgerüchten im Anschluss an die Europameisterschaft, die Terim auch selbst forciert hatte, verlängerte er seinen Vertrag bis 2012.
Nachdem die Türkei sich nicht für die Fußball-Weltmeisterschaft 2010 qualifiziert hatte, trat er nach dem Spiel am 10. Oktober 2009 gegen Belgien, das die Türkei mit 0:2 verlor, als Nationaltrainer zurück. Bereits vor dem Spiel hatte die Türkei keine Chance mehr auf die WM-Teilnahme. Terim gab weiterhin bekannt, dass er am 14. Oktober 2009 im letzten Qualifikationsspiel gegen Armenien sein letztes Spiel als Nationaltrainer bestreiten würde. Der Verbandspräsident Mahmut Özgener bestätigte den Rücktritt Terims am 11. Oktober 2009. Terim sagte anschließend, dass er sich von den Pfiffen und Beleidigungen gegen ihn von Seiten der türkischen Fans gekränkt fühle und dass auch seine Spieler keine Beleidigungen verdient hätten. Während des Spieles gegen Belgien wurden Terim und insbesondere die auf der Tribüne sitzenden Spieler Emre Belözoğlu und Arda Turan von den türkischen Fans beschimpft. Neben dem Ausscheiden in der Qualifikation gab es aufgrund der Situation um die türkischstämmigen deutschen Spieler Serdar Taşçı und Mesut Özil Vorwürfe an Terim, er hätte sich nicht für deren Verpflichtung für die türkische Nationalmannschaft eingesetzt. Ein weiterer Anführungspunkt seiner Kritiker war die Zusammensetzung des Kaders, insbesondere Fatih Tekke und Gökdeniz Karadeniz wurden angeführt. Obwohl beide Spieler in ihren Vereinen gute Leistungen gezeigt hatten, wurden sie von Terim für kein Spiel nominiert. Bei seiner letzten Pressekonferenz am 19. Oktober 2009 lehnte er die Beantwortung diesbezüglicher Fragen ab und sagte, dass er seiner Meinung nach keine Fehler bei der Kadernominierung gemacht habe.

### Galatasaray 3. Amtszeit (2011–2013)
Zur Saison 2011/12 übernahm Terim zum dritten Mal Galatasaray Istanbul. Er formte die Mannschaft, die in der vorigen Saison auf dem achten Platz gelandet war, um und holte zum fünften Mal den türkischen Meistertitel. Er ist damit der Trainer mit den meisten türkischen Meistertiteln. Im folgenden Jahr verteidigte er den Titel. Bereits am 24. September 2013 wurde Terims Vertrag jedoch vom Vorstand Galatasarays gekündigt.

### Türkei 3. Amtszeit (2013–2017)

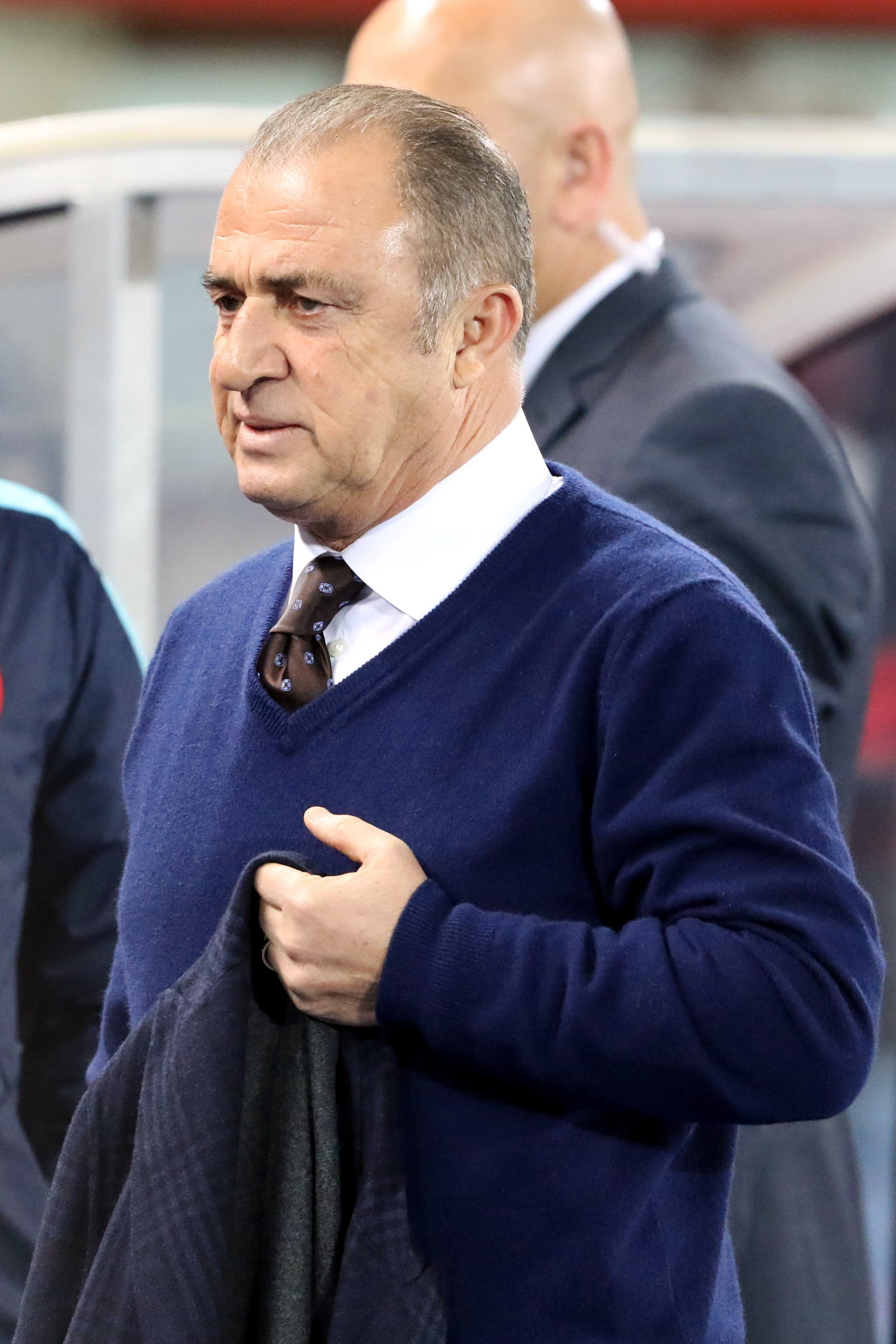
Fatih Terim, während des Länderspiels gegen Österreich am 29. März 2016.

Am 22. August 2013 wurde Terim ein drittes Mal Trainer der türkischen Nationalmannschaft. In Nachfolge des zwei Tage zuvor entlassenen Abdullah Avcı unterzeichnete er einen Einjahresvertrag. Zugleich blieb er aber weiterhin Trainer von Galatasaray Istanbul bis zu seiner Entlassung dort am 24. September 2013. In ihrer Qualifikationsgruppe für die Fußball-Europameisterschaft 2016 belegte die Türkei den dritten Platz hinter Tschechien und Island und qualifizierte sich als bester Gruppendritter direkt für das Turnier. Beim Turnier schied die Mannschaft nach zwei Niederlagen gegen Kroatien und Spanien und einem Sieg gegen Tschechien in der Vorrunde aus.
Am 26. Juli 2017 gab der türkische Fußballverband die Trennung von Terim bekannt.

### Galatasaray 4. Amtszeit (2017–2022)
Am 21. Dezember 2017 übernahm Terim zum vierten Mal Galatasaray Istanbul. Dies wurde über den offiziellen Twitter-Account des Fußballvereins bekanntgegeben. Die Saison 2017/18 beendete Terim mit seiner Mannschaft auf dem 1. Platz und wurde türkischer Meister. Die nachfolgende Saison endete erneut mit dem Gewinn der türkischen Meisterschaft, außerdem gewann Galatasaray den türkischen Pokal. Nach zwei Jahren als Meister endete die Spielzeit 2019/20 für Terim und Galatasaray auf dem 6. Platz. Die Saison 2020/21 beendete Terim mit seiner Mannschaft als Vizemeister hinter Beşiktaş Istanbul. Sein Vertrag endete am 31. Mai 2021. Eine bestehende Verlängerungsklausel wurde vom Vorstand nicht gezogen. Am 20. Juni 2021 gab der neue Vorstand von Galatasaray bekannt, dass Fatih Terim als Cheftrainer weiterarbeiten wird. Galatasaray Istanbul beendete am 10. Januar 2022 die Zusammenarbeit mit Terim.

### Panathinaikos Athen (2023–2024)
Im Dezember 2023 wurde Terim Cheftrainer von Panathinaikos Athen. Als Terim mit seiner Mannschaft nach einer 4:1-Niederlage keine Chance mehr auf den Meistertitel hatte, wurde der Vertrag am 17. Mai 2024 aufgelöst.

### al-Shabab (2024–2025)
Ende Dezember 2024 gab al-Shabab Fatih Terim als neuen Cheftrainer bekannt. Sein Vertrag endete am Ende der Spielzeit und wurde nicht verlängert.

## Erfolge

### Als Spieler
Adana Demirspor
- Aufstieg in die höchste Spielklasse der Türkei: 1973

Galatasaray Istanbul
- Türkischer Pokalsieger (3): 1976, 1982, 1985
- Türkischer Supercupsieger (1): 1982
- Başbakanlık-Kupası-Sieger (2): 1975, 1979
- Pokalsieger des Türkischen Sportjournalisten-Vereins (2): 1977, 1981

### Als Trainer
Galatasaray Istanbul
- UEFA-Pokal-Sieger (1): 2000
- Türkischer Meister (8): 1997, 1998, 1999, 2000, 2012, 2013, 2018, 2019
- Türkischer Pokalsieger (3): 1999, 2000, 2019
- Türkischer Supercupsieger (5): 1996, 1997,[26] 2012, 2013 (ohne Einsatz), 2019 (ohne Einsatz)
- Pokalsieger des Türkischen Sportjournalisten-Vereins (3): 1997, 1998, 1999
- Einzug in das Viertelfinale der UEFA Champions League 2012/13

Türkische Mittelmeerspiel-Auswahl
- Silber-Medaille bei den Mittelmeerspielen (Fußball) 1991
- Gold-Medaille bei den Mittelmeerspielen (Fußball) 1993

Türkische Nationalmannschaft
- Erste Endrundenteilnahme der Türkei an einer Fußball-Europameisterschaft 1996 in England
- Einzug in das Halbfinale der Fußball-Europameisterschaft 2008 in der Schweiz und Österreich

## Auszeichnungen
- Vom Türkischen Sportjournalisten-Verein wurde Terim 1986 in die beste Elf der letzten 25 Jahre im türkischen Fußball gewählt.[27]
- 1995 erhielt er den Sedat-Simavi-Preis für Sport
- Im Jahre 2007 wurde ihm der italienische Commendatore des Ordens des Sterns der Italienischen Solidarität verliehen.[28]

## Karrierestatistik

### Als Spieler
| Verein               | Liga                   | Saison          | Liga   | Liga | Nat. Pokal | Nat. Pokal | Europapokal | Europapokal | Andere 1 | Andere 1 | Gesamt | Gesamt |
| Verein               | Liga                   | Saison          | Spiele | Tore | Spiele     | Tore       | Spiele      | Tore        | Spiele   | Tore     | Spiele | Tore   |
| -------------------- | ---------------------- | --------------- | ------ | ---- | ---------- | ---------- | ----------- | ----------- | -------- | -------- | ------ | ------ |
| Adana Demirspor      | Türkiye 2. Futbol Ligi | 1969/70         | 4      | 0    | -          | -          | -           | -           | -        | -        | 4      | 0      |
| Adana Demirspor      | Türkiye 2. Futbol Ligi | 1970/71         | 5      | 0    | -          | -          | -           | -           | -        | -        | 5      | 0      |
| Adana Demirspor      | Türkiye 2. Futbol Ligi | 1971/72         | 22     | 1    | -          | -          | -           | -           | -        | -        | 22     | 1      |
| Adana Demirspor      | Türkiye 2. Futbol Ligi | 1972/73         | 24     | 9    | 2          | 0          | -           | -           | -        | -        | 26     | 9      |
| Adana Demirspor      | 1. Lig                 | 1973/74         | 28     | 2    | 4          | 2          | -           | -           | -        | -        | 32     | 4      |
| Gesamt               | Gesamt                 | Gesamt          | 83     | 12   | 6          | 2          | -           | -           | -        | -        | 89     | 14     |
| Galatasaray Istanbul | 1. Lig                 | 1974/75         | 30     | 2    | 6          | 1          | -           | -           | 3        | 0        | 39     | 3      |
| Galatasaray Istanbul | 1. Lig                 | 1975/76         | 30     | 3    | 8          | 1          | 4           | 0           | 4        | 1        | 46     | 5      |
| Galatasaray Istanbul | 1. Lig                 | 1976/77         | 29     | 2    | 2          | 0          | 4           | 0           | -        | -        | 35     | 2      |
| Galatasaray Istanbul | 1. Lig                 | 1977/78         | 29     | 2    | 5          | 0          | -           | -           | 2        | 0        | 36     | 2      |
| Galatasaray Istanbul | 1. Lig                 | 1978/79         | 27     | 2    | 2          | 2          | 2           | 1           | 3        | 1        | 34     | 6      |
| Galatasaray Istanbul | 1. Lig                 | 1979/80         | 30     | 2    | 10         | 0          | 2           | 0           | 2        | 0        | 44     | 2      |
| Galatasaray Istanbul | 1. Lig                 | 1980/81         | 27     | 2    | 6          | 0          | -           | -           | 1        | 0        | 34     | 2      |
| Galatasaray Istanbul | 1. Lig                 | 1981/82         | 28     | 0    | 9          | 1          | -           | -           | 3        | 0        | 40     | 1      |
| Galatasaray Istanbul | 1. Lig                 | 1982/83         | 29     | 1    | 2          | 0          | 4           | 0           | 2        | 1        | 37     | 2      |
| Galatasaray Istanbul | 1. Lig                 | 1983/84         | 28     | 0    | 5          | 0          | -           | -           | 2        | 0        | 37     | 0      |
| Galatasaray Istanbul | 1. Lig                 | 1984/85         | 30     | 0    | 8          | 3          | -           | -           | 3        | 0        | 41     | 3      |
| Gesamt               | Gesamt                 | Gesamt          | 317    | 16   | 63         | 8          | 16          | 1           | 24       | 3        | 420    | 28     |
| Karriere Gesamt      | Karriere Gesamt        | Karriere Gesamt | 400    | 28   | 69         | 10         | 16          | 1           | 24       | 3        | 509    | 42     |

### Als Trainer
| Verein               | von    | bis    | Spiele | S   | U   | N   |
| -------------------- | ------ | ------ | ------ | --- | --- | --- |
| MKE Ankaragücü       | 1987   | 1989   | 82     | 34  | 23  | 25  |
| Göztepe Izmir        | 1989   | 1990   | 32     | 18  | 9   | 5   |
| Türkei U-21          | 1990   | 1993   | 25     | 13  | 4   | 8   |
| Türkei               | 1993   | 1996   | 34     | 17  | 8   | 9   |
| Galatasaray Istanbul | 1996   | 2000   | 203    | 130 | 46  | 27  |
| AC Florenz           | 2000   | 2001   | 23     | 10  | 9   | 4   |
| AC Mailand           | 2001   | 2001   | 13     | 8   | 3   | 2   |
| Galatasaray Istanbul | 2002   | 2004   | 83     | 43  | 16  | 24  |
| Türkei               | 2005   | 2009   | 58     | 26  | 18  | 14  |
| Galatasaray Istanbul | 2011   | 2013   | 96     | 57  | 24  | 15  |
| Türkei               | 2013   | 2017   | 44     | 27  | 8   | 9   |
| Galatasaray Istanbul | 2017   | 2022   | 65     | 37  | 14  | 14  |
| Panathinaikos Athen  | 2023   | 2024   | 26     | 14  | 6   | 6   |
| al-Shabab            | 2024   | 2025   | 23     | 12  | 4   | 7   |
| Gesamt               | Gesamt | Gesamt | 782    | 428 | 190 | 164 |

## Kontroversen
Fatih Terim wurde nach dem Finale des türkischen Supercups 2012 gegen Fenerbahçe Istanbul für drei Spiele gesperrt, weil er nach der Halbzeit den Schiedsrichter Tolga Özkalfa ansprach und zu ihm sagte: „Sie sollten sich konzentrieren. Sie spielen mit dem Schicksal des Spiels. Müssen wir uns unbedingt wie die anderen Teams bei Ihnen einschleimen?“
Wegen der Terroranschläge in Gaziantep wollte Fatih Terim nach dem Spiel von Galatasaray gegen Kasımpaşa Istanbul am 20. August 2012 kein Interview geben und erklärte: „Während unsere Mitbürger in Gaziantep leiden und sterben, bin ich nicht in der Lage, über Fußball zu sprechen“. Dies wurde von der Türkiye Futbol Federasyonu mit einer Geldstrafe in Höhe von 5.000 türkische Lira geahndet.
Am 6. April 2013 im Spiel gegen Mersin İdman Yurdu warf Terim als Reaktion auf die Entscheidung des Schiedsrichters einen Ball auf den Boden, was dazu führte, dass er vom Schiedsrichter Süleyman Abay auf die Tribüne geschickt wurde. Nach dieser Entscheidung des Schiedsrichters rastete Terim aus, lief auf den Schiedsrichter zu und protestierte aggressiv gegen dessen Entscheidung. Er wurde durch seine Co-Trainer Hasan Şaş und Ümit Davala beruhigt und musste den Rest des Spiels auf der Tribüne verbringen. Er wurde für neun Spiele gesperrt.

## Sonstiges
Terim ist verheiratet und hat zwei Töchter. Im März 2020 wurde Fatih Terim positiv auf das Coronavirus SARS-CoV-2 getestet und begab sich in Quarantäne. Nach einer Woche wurde der türkische Trainer vorzeitig aus dem Krankenhaus entlassen. Die Krankheit war zu diesem Zeitpunkt nicht vollständig geheilt.